# Dwory II
Dwory II est une localité polonaise de la gmina et du powiat d'Oświęcim en voïvodie de Petite-Pologne.